# Krasnokamsk
Krasnokamsk è una città della Russia europea nordorientale (Territorio di Perm'); appartiene al rajon Krasnokamskij, del quale è il capoluogo.